# Seitenkyū
Seitenkyū (jap. 聖天宮 Seiten-kyū; chiń.: Shèng Tiāngōng) – największe w Japonii sanktuarium taoistyczne w mieście Sakado, w prefekturze Saitama. 

## Historia powstania sanktuarium
Tajwański kupiec, pobożny taoista o imieniu Kang Kuo-den (chiń. 康國典; pinyin Kāng Guódiǎn), dorobił się ogromnego majątku w latach 70. XX wieku. Gdy miał ponad 40 lat, zachorował na chorobę, którą uważano za nieuleczalną. Nie poddał się jednak i żarliwie modlił się o wyzdrowienie do Triady Czystych (Trzech Boskich Nauczycieli). Po siedmiu latach opuścił szpital jako wyleczony i ogłosił, iż w czasie snu Boscy Nauczyciele kazali mu zbudować sanktuarium, aby szerzyć mądrość dao. Powiedzieli też, gdzie zbudować świątynię, jak ją nazwać i przekazali ogólny zarys projektu. 
Koszty budowy sanktuarium pokrył nie tylko Kang. Wielu Tajwańczyków przekazało pieniądze na budowę tak wielkiej świątyni taoistycznej w Japonii. Tajwan był rządzony przez Japonię w latach 1895–1945 i chociaż miały miejsce wówczas powstania przeciwko japońskiej administracji, to w znacznej mierze wśród Tajwańczyków istniała sympatia wobec Japonii, która trwa nadal. W żadnym innym kraju w Azji kultura i popkultura japońska nie jest tak popularna, jak na Tajwanie.

## Opis
Budowa trwała od 1981 do 1995 roku. Znaczną część konstrukcji wykonały tajwańskie firmy, większość materiałów budowlanych i dzieł sztuki sprowadzono stamtąd.
Sanktuarium, chociaż nowe, jest przykładem tradycyjnej tajwańskiej architektury świątynnej. Imponuje wspaniałością i ilością bogatych ozdób, złoceń, dekoracji, rzeźb, reliefów i obrazów przedstawiających sceny ze starożytnych chińskich legend i wierzeń. 
Ogromna liczba smoków w różnych formach oddaje oficjalną nazwę sanktuarium jako Pałacu Świętych Niebios Pięciu Tysięcy Wznoszących się Smoków (Gosen-tō no ryū ga noboru seiten-kyū). Seiten, Święte Niebo, zostało wizualnie odtworzone na suficie Sali Głównej. Użyto około 10 tys. kawałków kolorowego szkła. Po lewej i prawej stronie świątyni znajdują się odpowiednio Wieża Bębna Yin i Wieża Dzwonu Yang.
Żółte dachówki i smoki są umieszczane wyłącznie na obiektach sakralnych i cesarskich. Dekoracje na dachu zostały wykonane ze szkła i ozdobnych dachówek. Sufit Pawilonu Przedniego (Zenden) wykonano z ponad 10 tys. części umocowanych bez użycia gwoździ. Podobnie wykonano spiralny sufit Pawilonu Głównego (Honden). 
W sanktuarium czczeni są Trzej Boscy Nauczyciele, główne bóstwa tajwańskiego taoizmu. Ich wspólna nazwa w języku japońskim to Sansei Dōso, a w języku chińskim Sānqīng Dàozǔ. Są to bogowie reprezentujący „czyste pochodzenie Dao”.

## Galeria

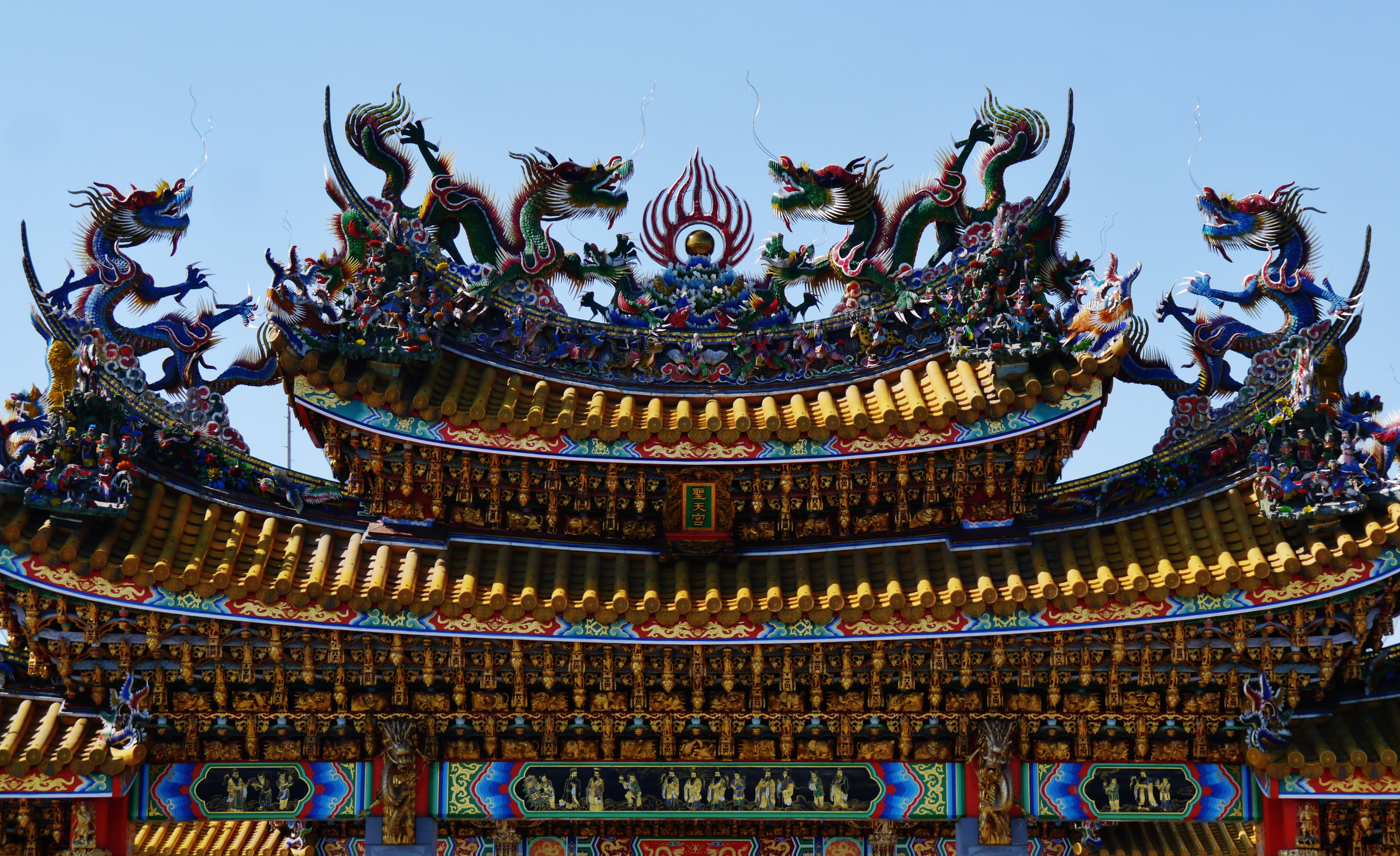
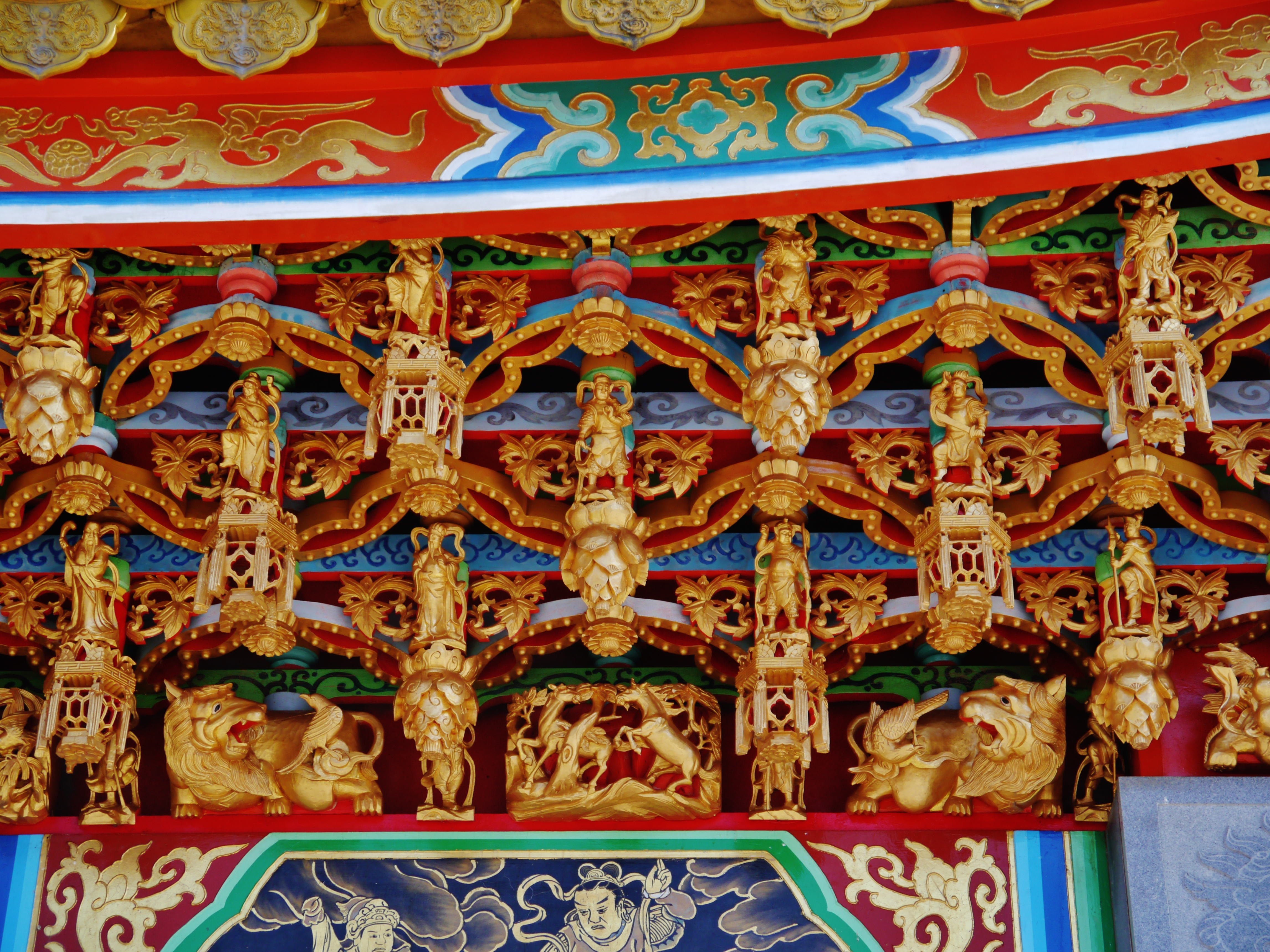
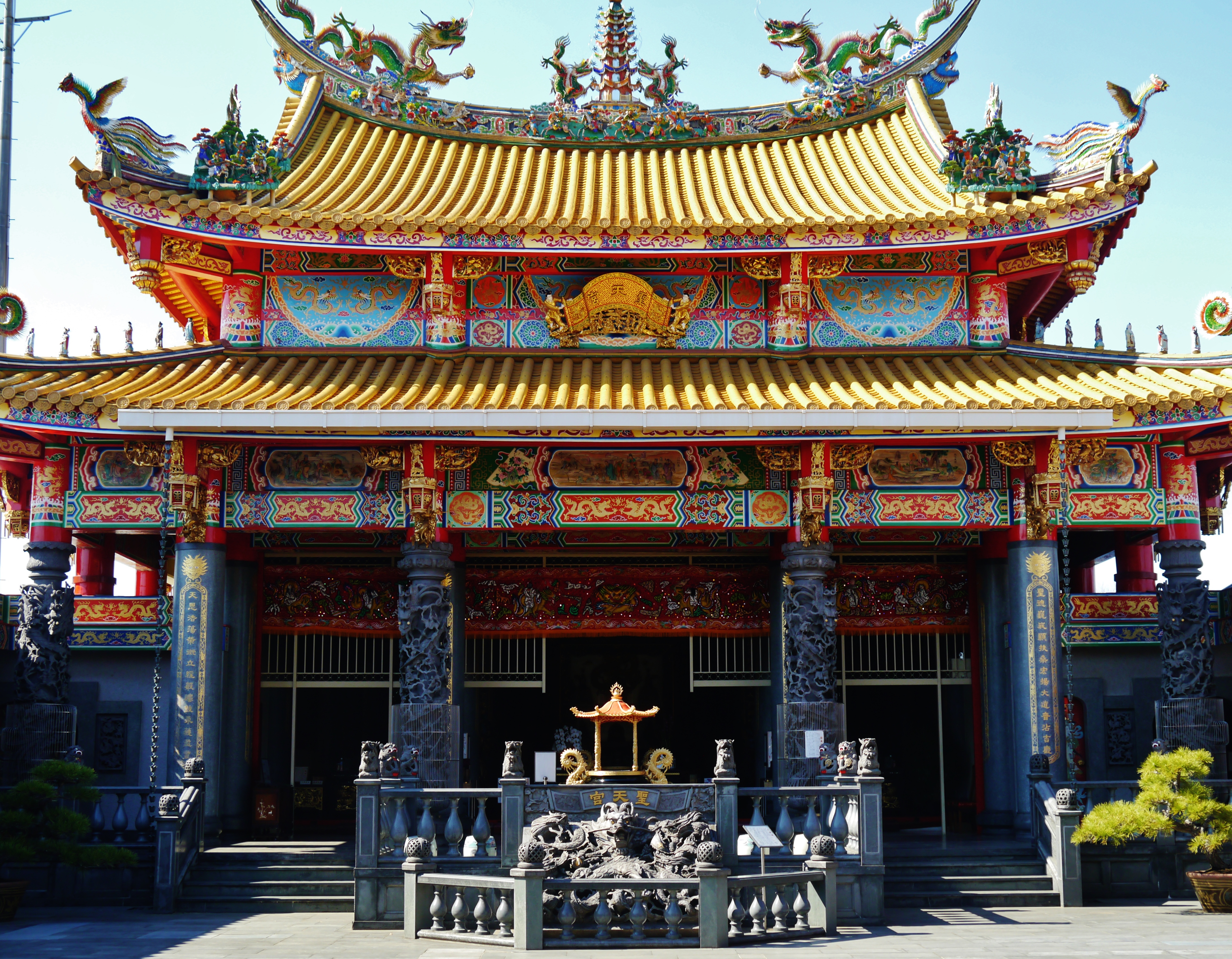
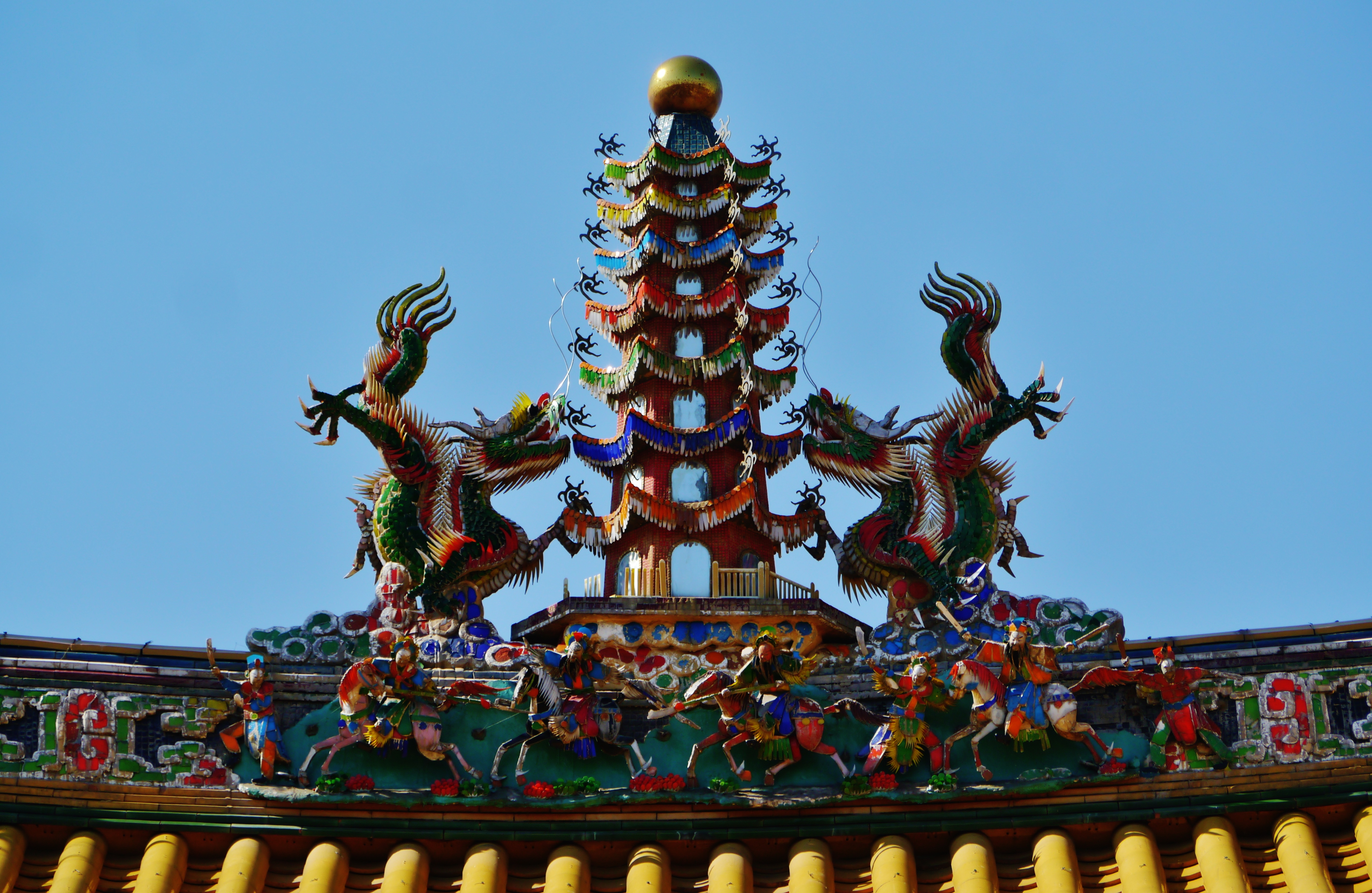
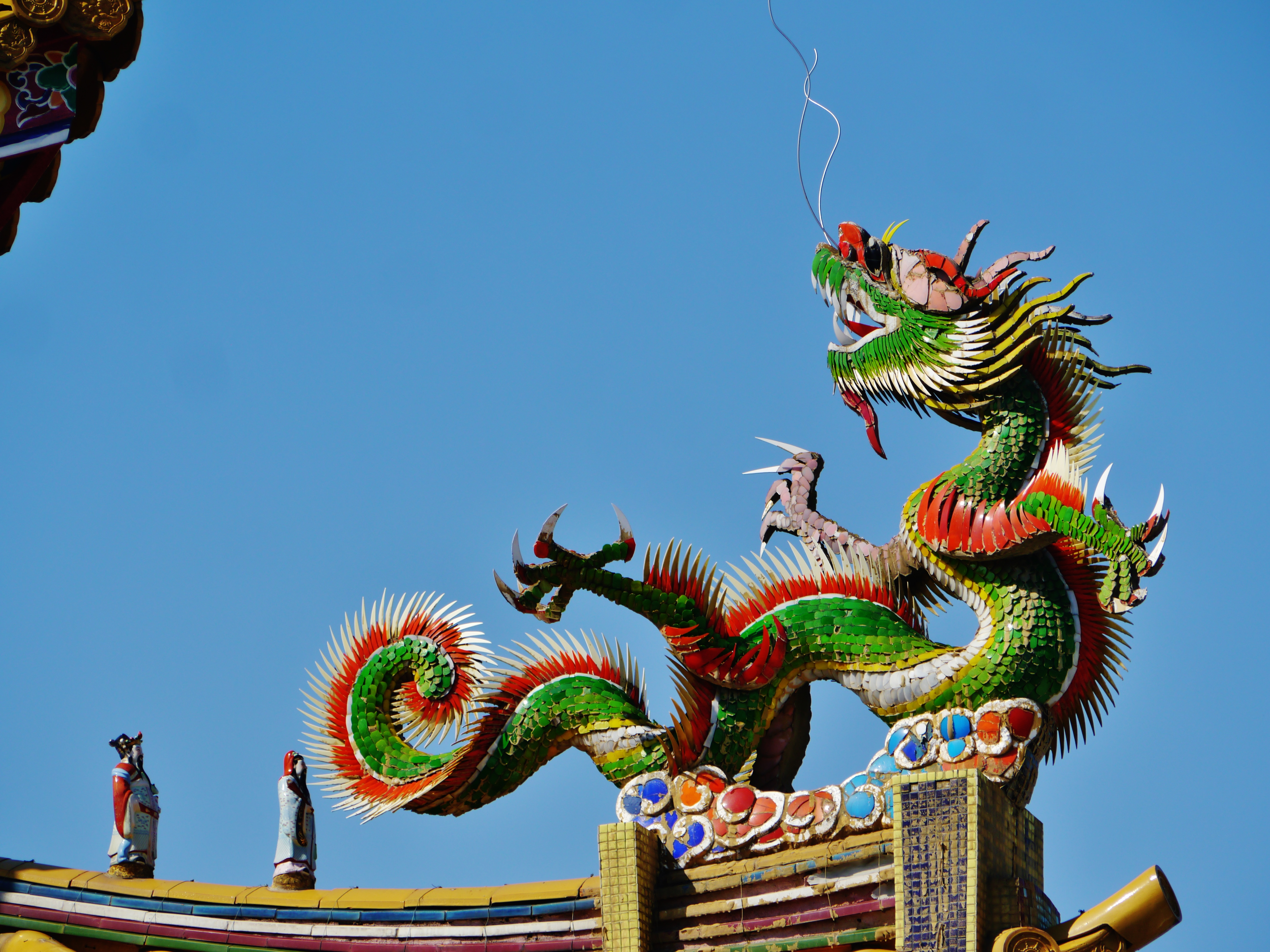
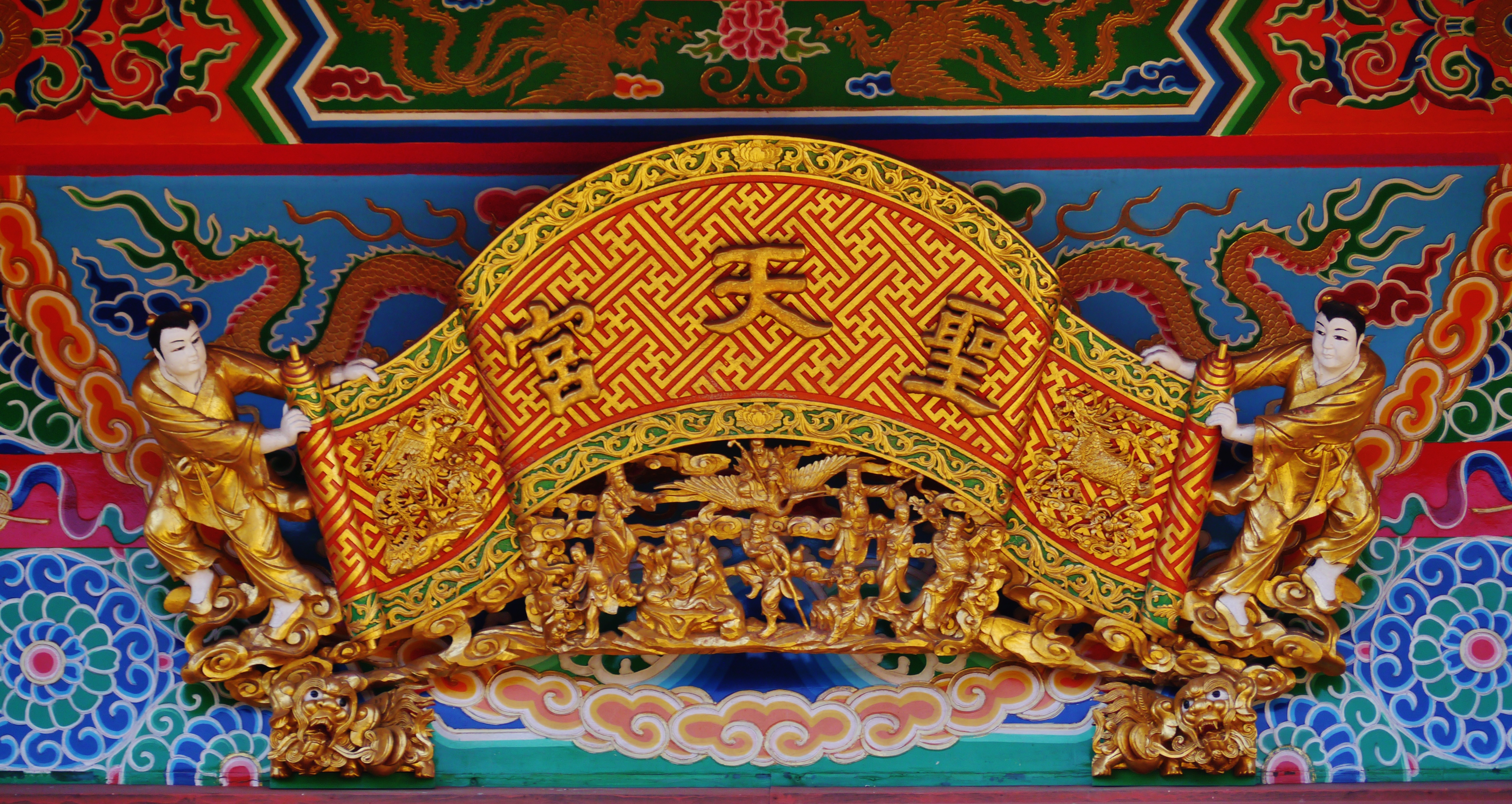
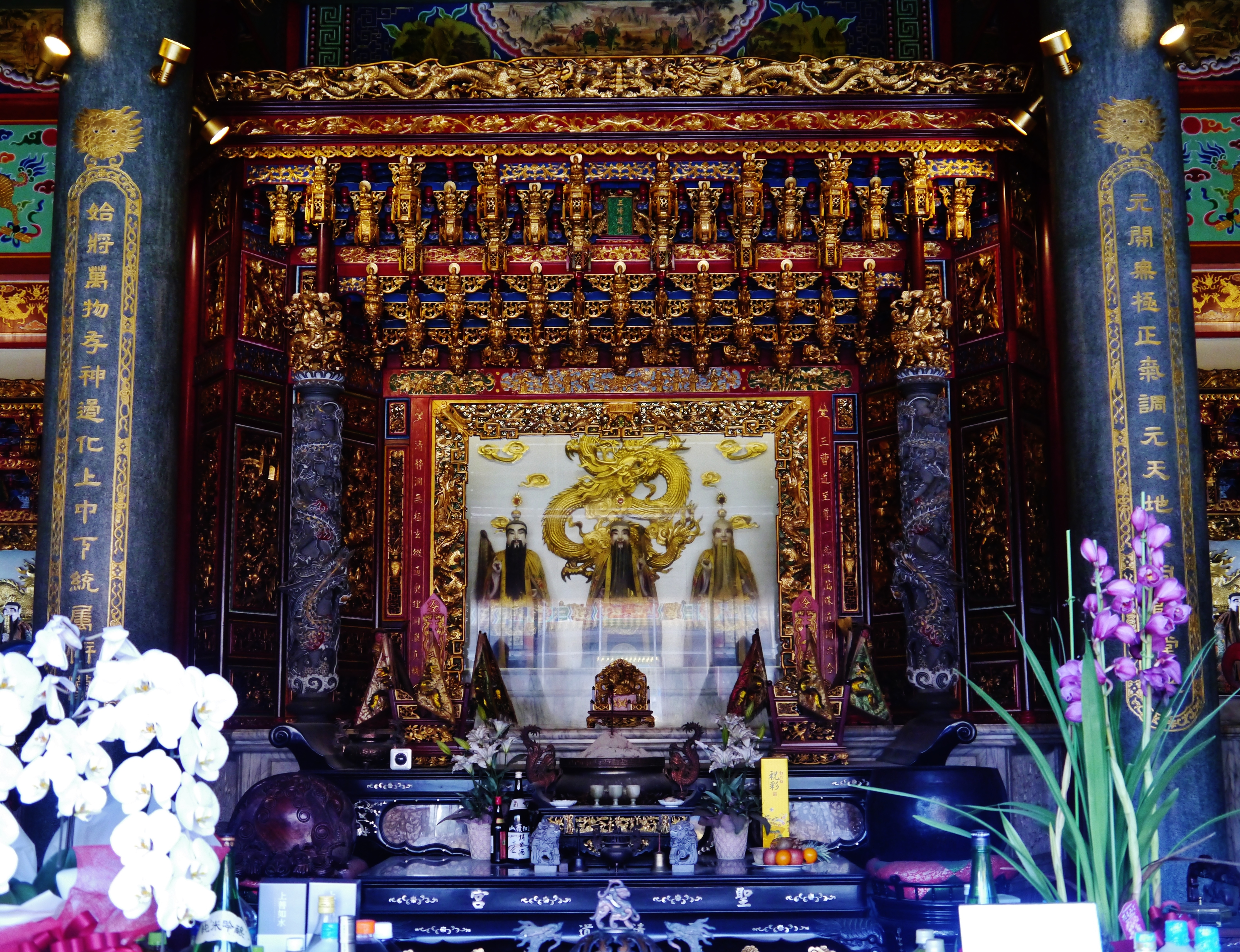
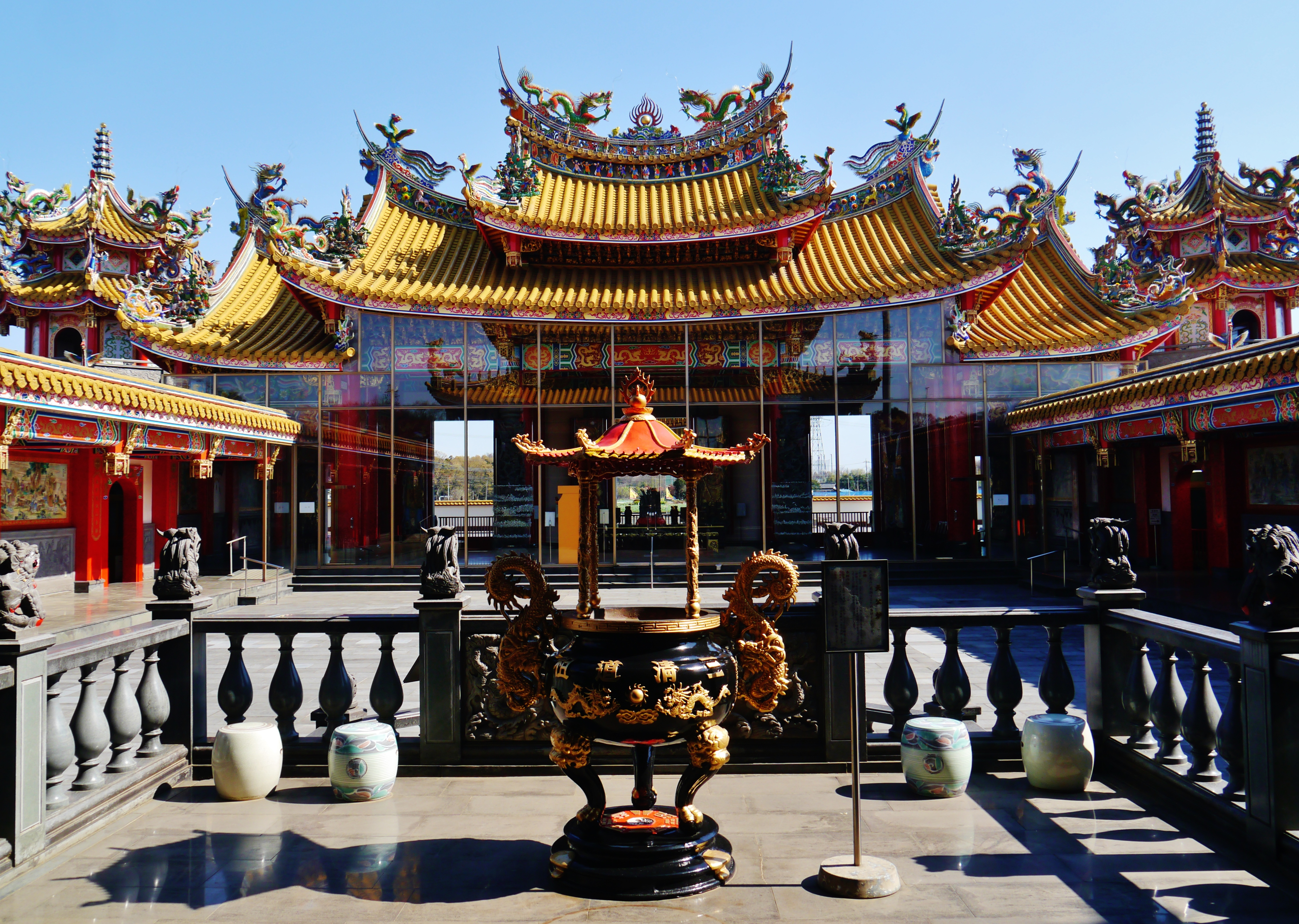
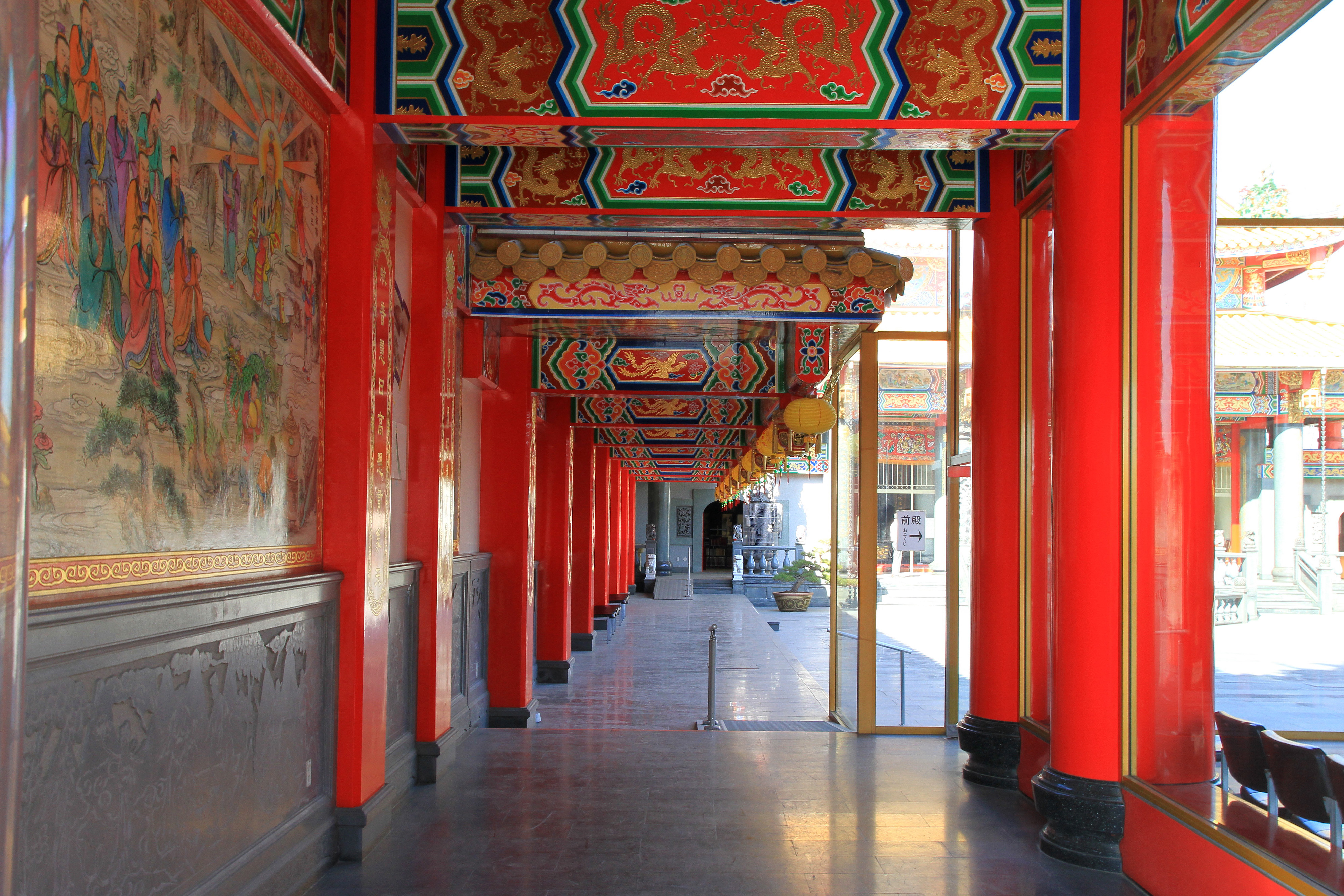
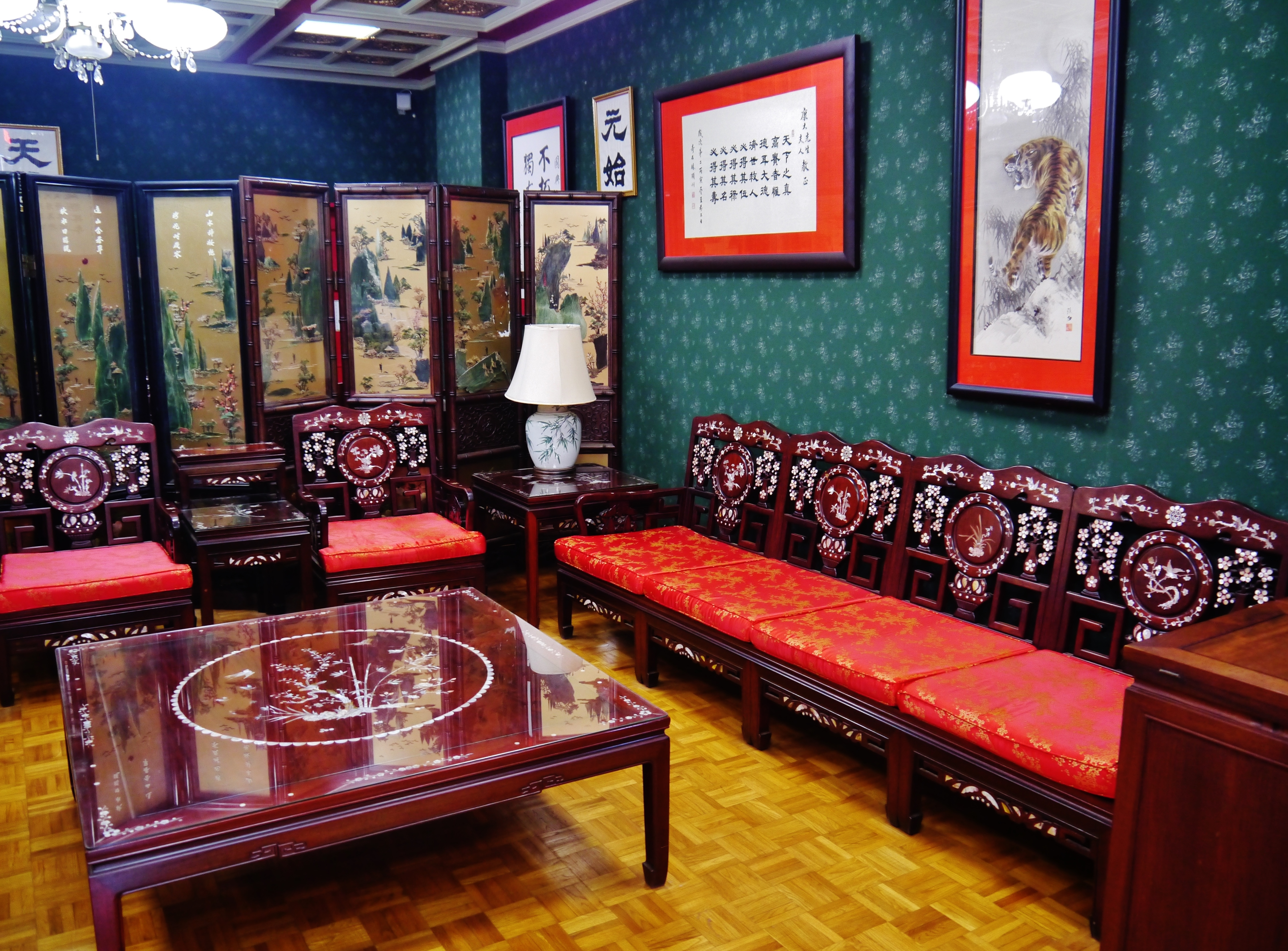
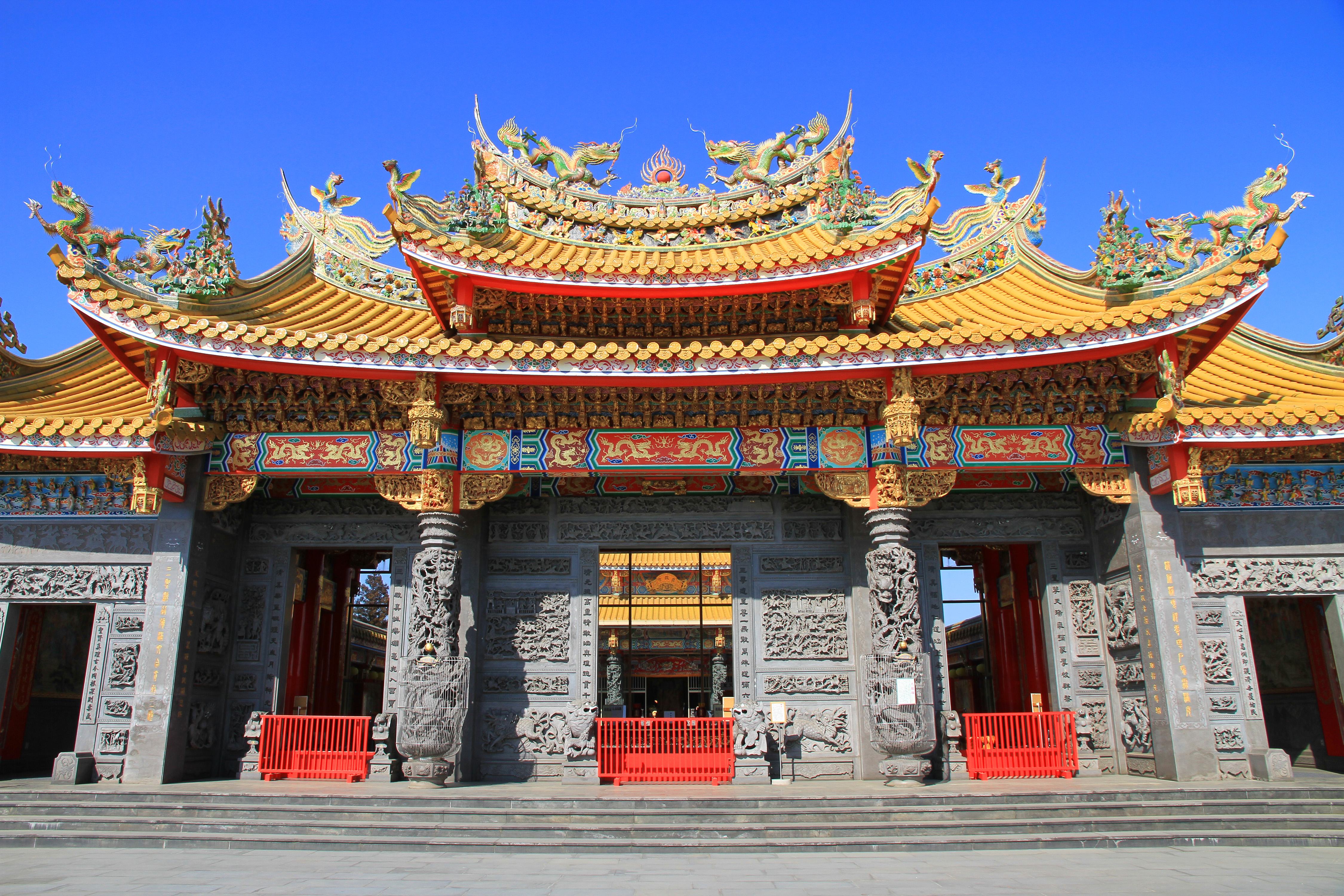
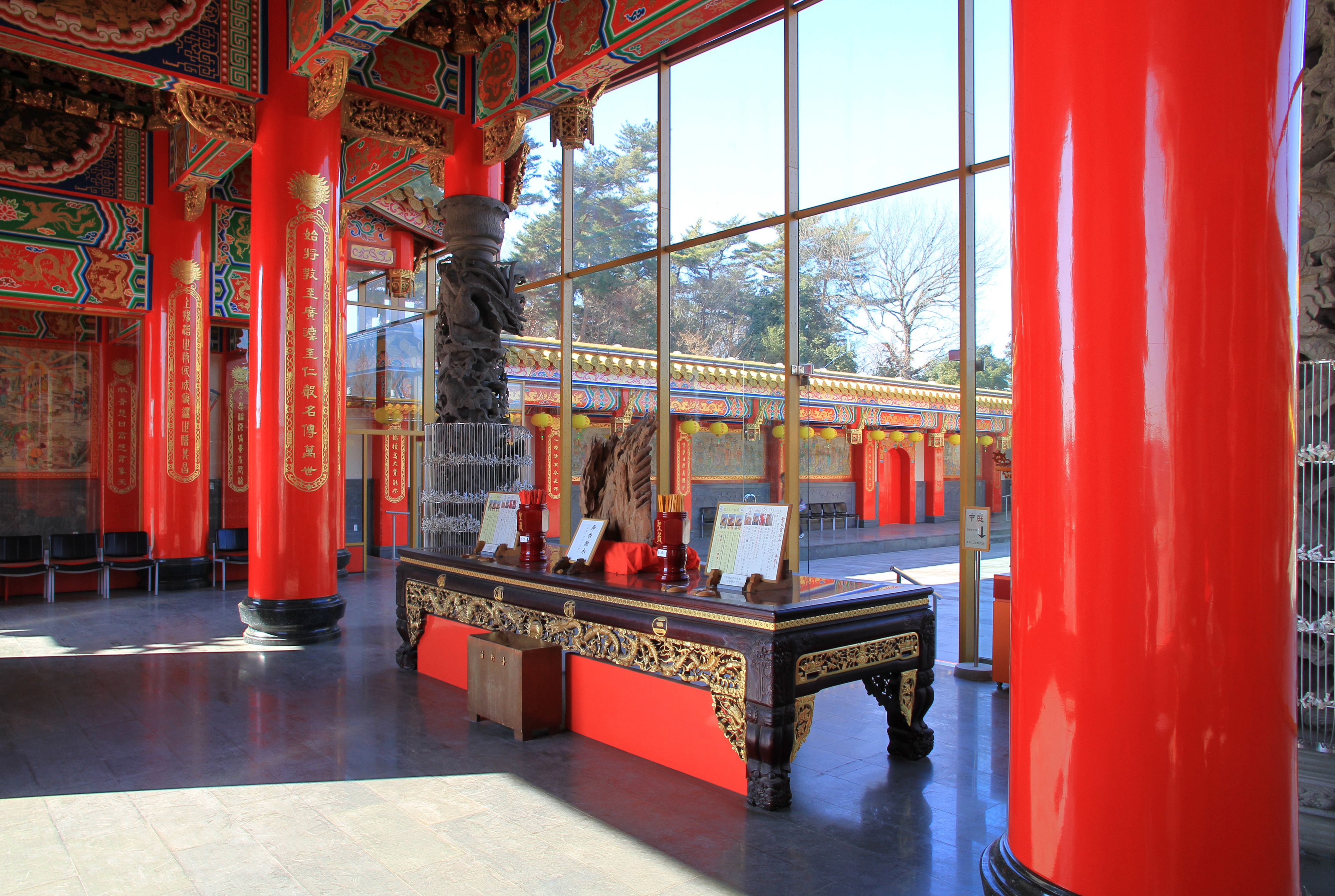